# (2528) Mohler
(2528) Mohler es un asteroide perteneciente al cinturón de asteroides descubierto por el equipo del Indiana Asteroid Program desde el Observatorio Goethe Link de Brooklyn, Estados Unidos, el 8 de octubre de 1953.

## Designación y nombre
Mohler fue designado al principio como 1953 TF1.
Más tarde se nombró en honor del heliofísico estadounidense Orren C. Mohler (1908-1985).

## Características orbitales
Mohler orbita a una distancia media de 3,144 ua del Sol, pudiendo acercarse hasta 2,59 ua y alejarse hasta 3,699 ua. Su excentricidad es 0,1762 y la inclinación orbital 0,5094°. Emplea 2037 días en completar una órbita alrededor del Sol.